# Himler Márton
Himler Márton (angolul Martin Himler) (Pásztó, 1888. szeptember 1. vagy 2. – Los Angeles, 1961. július 8.) magyar származású amerikai vállalkozó, újságíró, majd az FBI ügynöke, később az amerikai hadsereg Office of Strategic Services magyar részlegének vezetője ezredesi (colonel) rendfokozatban. Főszerepe volt a Német Birodalom amerikai megszállási övezetébe menekült háborús bűntettekkel vádolt magyarok összegyűjtésében és Magyarországnak való kiadásában.

## Élete
Pásztói zsidó nagycsaládba született; apja (Lipót) kocsmát üzemeltetett. Magyarországon több mindennel próbálkozott, de sem a gimnáziumot, sem pedig a kereskedelmi középiskolát nem fejezte be. A sikertelenség és a kilátástalanság miatt döntött úgy, hogy 1907-ben kivándorol az Egyesült Államokba. 1913-ban Magyar Bányászlap (Hungarian Miners’ Journal) néven kéthetilapot indított (1962-ig jelent meg). A Tanácsköztársaság bukása után gyűjtést szervezett a kommunista emigránsok megsegítésére, nyíltan Károlyi Mihály híve volt.
1917-ben bányatelepet alapított West Virginiában (Himler), ám a tárna teljesen gazdaságtalan és vizes volt. Ezután a szomszédos kelet-kentuckyi Martin megyében, Himlerville (1930-tól Beauty) néven egy új bányatelepet hozott létre. Célja egy ideális magyar bányásztelepülés kiépítése volt, melyben a bányászok részvényesekké váltak. Bár az appalachiai átlagnál jobbak voltak az ellátási és lakhatási viszonyok, a jövedelmek alatta maradtak a szomszédos bányákban dolgozók keresetének. Az első egy-két év viszonylagos sikerei után a bányavállalat a csőd szélére került, amiben Himler rossz üzleti politikája és a gazdasági világválság is szerepet játszott. A vállalat részvényeit felvásárló becsapott magyar bányászok százai jutottak nyomorba. Az ügy az amerikai magyarság egyik legszégyenteljesebb panamájaként híresült el, ám Himler saját életrajzában inkább az amerikai gazdasági válsággal magyarázta a bukást. Az 1920-as évtized végén a telep magyar családjai szétszéledtek Amerika-szerte. 
Himler egy klinikára ment, és betegségére hivatkozva kezeltette magát. Az 1930-as évek végén segítette az FBI-t – a magyar szélsőjobboldali kiadók és újságírók megfigyelését vállalta –, majd az Office of Strategic Services, OSS, magyar részlegének vezetőjévé nevezték ki 1944-ben. 
Többször járt Budapesten, először persona non grata volt, még a Magyar Bányászlapját is betiltották, később megtűrt amerikai magyar üzletember lett. A külföldön élő magyar emigráns kommunisták Magyarországon értelmiségi sejteket szerveztek, s ezek az Országos Széchényi Könyvtárban található anyag segítségével elkészítettek egy listát, amelyen jobbára minden antikommunista, illetve jobboldali személy rajta volt. Ezt a listát Waldapfel Eszter (Waldapfel János lánya) készítette el. A listát Himler magával vitte az USA-ba. 
A háború után az amerikai megszállási övezetben az ő vezetésével (és az előbbi lista segítségével) gyűjtötték össze a háborús bűnösöket (Szálasi Ferencet, Szász Lajost, Basch Ferencet, Szakváry Emilt, Pálffy Fidélt, Hain Pétert, Hubay Kálmánt, Baky Lászlót, Beregfy Károlyt, Kolosváry-Borcsa Mihályt, Antal Istvánt, Kiss Ferencet stb.), s – Hennyey Gusztáv kivételével – hozatták őket haza. A bűnösöket Himler elvitette az Andrássy út 60.-ba, s átadta Péter Gábornak. Himler rokonai közül sokan a koncentrációs táborokban lelték halálukat. 
Több mint egy évtizeddel a háború után az emigráns magyar közvélemény – az emigráns magyar sajtón keresztül – mind élesebb hangon tette szóvá Himler Márton és emberei tevékenységét. Számos tanú állította, hogy a foglyokat bántalmazták, értékeiket elvették. Voltak, akik az amerikai hatóságoknál feljelentést tettek Himlerék ellen.

## Családja
Unokaöccse Királyhegyi Pál volt.

## Magyarul megjelent művei
- Márton Himler. Így néztek ki a magyar nemzet sírásói: a magyar háborús bűnösök amerikaiak előtt tett vallomásának hiteles szövege. New York: St. Marks Print. Corp. (1958)
- Amerikai lettem. Aki pofon ütötte Szálasit. Egy bevándorlóból lett bányászváros-alapító és titkosszolgálati tiszt regényes élete; ford. Dési András György; Európa, Bp., 2021